# Mario Mola
Mola  Diaz est un nom espagnol. Le premier nom de famille, en général paternel, est Mola ; le second, en général maternel, souvent omis, est Diaz.
Pour les articles homonymes, voir Mola.
Mario Mola Díaz né le 23 février 1990 à Palma de Majorque en Espagne est un triathlète professionnel espagnol, multiple vainqueur d'étapes sur les séries mondiales et triple champion du monde de triathlon courte distance en 2016, 2017 et 2018.

## Biographie
Mario Mola  commence très jeune dans le sport, avant l'âge de cinq ans, il nage déjà dans la piscine de sa ville natale Palma de Majorque. C'est en 2005 vers l'âge de 15 ans qu'il se lance dans le triathlon et se fait remarquer en terminant troisième d'une course en Espagne juste derrière le champion d'Espagne 1996 Xavier Llobet.

### Carrière en triathlon
En France, à partir de 2010, il participe au Grand Prix de triathlon avec son club l'E.C. Sartrouville Triathlon.
Il finit 19e des Jeux olympiques de Londres en 2012, mais c'est l'année d'après qu'il se signale par une troisième place au championnat du monde, il confirme ses capacités en 2014 et 2015 par deux deuxième places juste derrière son compatriote et quintuple champion du monde Javier Gómez.
En 2016, Mario Mola débute les séries mondiales, de la même façon qu'il a terminé celle de 2015 lors de la grande finale de Chicago : par une victoire d'étape. La partie n'est pourtant pas jouée d'avance pour l'Espagnol, qui après une partie natation dans le peloton, écope d'une pénalité pour s'être équipé lors de la première transition, en dehors de la zone autorisée. Il prend malgré tout le contrôle du peloton sur la partie vélo et pose celui-ci en tête, à la seconde transition. Pris en chasse par un groupe composé du Sud-Africain Richard Murray, du Portugais João Silva et de son compatriote Fernando Alarza sur la partie course à pied, il fait le choix tactique d'effectuer ses 10 secondes de pénalité à mi-parcours du circuit et concède dès lors un retard de quelques mètres sur ses poursuivants. Il reste dans leur sillage avant d’accélérer dans le dernier kilomètre et remporte sa deuxième victoire d'étape sur le circuit international, en 1 heures 46 minutes et 39 secondes devant Richard Murray et João Silva
En 2017, Mario Mola inscrit une deuxième fois son nom au palmarès du championnat du monde de triathlon courte distance devant son compatriote Javier Gómez et le Norvégien Kristian Blummenfelt.

### Vie Privée
Mario Mola est le fiancé de la triathlète espagnole Carolina Routier depuis 2012.

## Palmarès
Le tableau présente les résultats les plus significatifs (podium) obtenus sur le circuit international de triathlon depuis 2010,.
| Année | Compétition                                | Pays                | Position           | Temps           |
| ----- | ------------------------------------------ | ------------------- | ------------------ | --------------- |
| 2023  | Championnats du monde de duathlon          | Espagne             | Médaille d'or      | 51 min 3 s      |
| 2019  | Championnats du monde - Classement général |                     | Médaille d'argent  | 4939 points     |
| 2019  | WTS Abou Dabi                              | Émirats arabes unis | Médaille d'or      | 52 min 0 s      |
| 2018  | Championnats du monde - Classement général |                     | Médaille d'or      | 6081 points     |
| 2018  | WTS Montréal                               | Canada              | Médaille d'or      | 1 h 47 min 46 s |
| 2018  | WTS Edmonton                               | Canada              | Médaille d'or      | 0 h 51 min 15 s |
| 2018  | WTS Hambourg                               | Allemagne           | Médaille d'or      | 0 h 53 min 24 s |
| 2018  | WTS Yokohama                               | Japon               | Médaille d'or      | 1 h 44 min 59 s |
| 2017  | Championnats du monde - Classement général |                     | Médaille d'or      | 4728 points     |
| 2017  | WTS Gold Coast                             | Australie           | Médaille d'or      | 0 h 52 min 35 s |
| 2017  | WTS Edmonton                               | Canada              | Médaille d'or      | 0 h 54 min 51 s |
| 2017  | WTS Hambourg                               | Allemagne           | Médaille d'or      | 0 h 54 min 8 s  |
| 2017  | WTS Yokohama                               | Japon               | Médaille d'or      | 1 h 48 min 15 s |
| 2016  | Championnats du monde - Classement général |                     | Médaille d'or      | 4819 points     |
| 2016  | WTS Hambourg                               | Allemagne           | Médaille d'or      | 0 h 52 min 19 s |
| 2016  | WTS Yokohama                               | Japon               | Médaille d'or      | 1 h 45 min 31 s |
| 2016  | WTS Gold Coast                             | Australie           | Médaille d'or      | 1 h 46 min 28 s |
| 2016  | WTS Abou Dabi                              | Émirats arabes unis | Médaille d'or      | 1 h 46 min 39 s |
| 2016  | Coupe du monde - l'étape de Mooloolaba     | Australie           | Médaille d'or      | 0 h 52 min 55 s |
| 2015  | Championnat du monde - Classement Général  |                     | Médaille d'argent  | 4795 points     |
| 2015  | WTS Finale Chicago                         | États-Unis          | Médaille d'or      | 1 h 44 min 53 s |
| 2015  | WTS Abou Dabi                              | Émirats arabes unis | Médaille d'or      | 0 h 52 min 32 s |
| 2014  | Championnat du monde - Classement Général  |                     | Médaille d'argent  | 4601 points     |
| 2014  | WTS Finale Edmonton                        | Canada              | Médaille d'argent  | 1 h 49 min 4 s  |
| 2014  | WTS Londres                                | Royaume-Uni         | Médaille d'or      | 0 h 49 min 46 s |
| 2014  | Coupe du monde - l'étape de New Plymouth   | Nouvelle-Zélande    | Médaille d'or      | 0 h 52 min 30 s |
| 2014  | Coupe du monde - l'étape de Mooloolaba     | Australie           | Médaille d'or      | 0 h 54 min 18 s |
| 2014  | Grand Prix de triathlon (équipe club)      | France              | Médaille d'or      |                 |
| 2013  | Championnat du monde - Classement Général  |                     | Médaille de bronze | 3726 points     |
| 2013  | Championnat d'Europe                       | Turquie             | Médaille de bronze | 1 h 42 min 22 s |
| 2010  | Coupe d'Europe - l'étape de Quarteira      | Portugal            | Médaille d'or      | 1 h 53 min 39 s |

| Année | Nombres | Étapes                                    |
| ----- | ------- | ----------------------------------------- |
| 2019  | 1       | Abou Dabi                                 |
| 2018  | 4       | Yokohama, Hambourg, Edmonton, Montréal    |
| 2017  | 4       | Gold Coast, Yokohama, Hambourg, Edmonton  |
| 2016  | 4       | Abou Dabi, Gold Coast, Yokohama, Hambourg |
| 2015  | 2       | Abou Dabi, Chicago (Finale)               |
| 2014  | 1       | Londres                                   |
| Total | 16      |                                           |

| Année | Nombres | Étapes               |
| ----- | ------- | -------------------- |
| 2023  | 1       | Fréjus               |
| 2019  | 1       | La Baule             |
| 2015  | 1       | Nice                 |
| 2014  | 1       | Dunkerque            |
| 2013  | 1       | Saint-Jean-de-Monts  |
| Total | 5       | 5 villes différentes |